# Калутара Парк
Спортивний клуб Калутара Парк або просто «Калутара Парк» (англ. Kalutara Park Sports Club) — ланкійський футбольний клуб з Калутари. Виступав у Прем'єр-лізі Шрі-Ланки, найвищому футбольному дивізіоні країни.

## Історія
Спортивний клуб «Калутара Парк» було засновано в місті Калутара. У сезоні 2009/10 команда дійшла до фіналу Дивізіону 1, де у вирішальному матчі з рахунком 1:3 поступилася «Джава Лейн» У сезоні 2010/11 років виступав у Прем'єр-лізі, за підсумками чемпіонату понизився в класі. В сезоні 2011/12 років став переможцем Дивізіону 1. Повернувся до еліти ланкійського футболу. Виступав у ній до завершення сезону 2015 року, коли в групі B посів передостаннє 10-е місце та повернувся до Дивізіону 1. 

## Досягнення
- Дивізіон 1 Шрі-Ланки
  -  Чемпіон (1): 2011/12
  -  Срібний призер (1): 2009/10

## Стадіон
Домашні матчі проводить на стадіоні «Калутара стедіум» у Калутарі, який вміщує 15 000 глядачів.